# Лукаш, Константин
Константин Людвиг Лукаш (16 сентября 1890, Пловдив — 15 марта 1945, София) — болгарский военачальник, генерал-лейтенант (1940).

## Образование
Окончил Военное училище в Софии (1909), Военную академию в Софии (1926).

## Военная служба
- С 1909 — командир взвода в 21-м пехотном полку.
- С сентября 1912 — командир телеграфной команды в 21-м пехотном полку.
- С 11 октября 1912 — командир роты в 21-м пехотном полку.
- С 9 августа 1913 по 16 января 1915 — заведующий оружием в 21-м пехотном полку.
- С 24 января по 10 марта 1915 — командир роты в 17-м пехотном полку.
- С 12 марта по 6 сентября 1915 — командир взвода в школе подпоручиков запаса.
- С сентября 1915 по март 1916 — командир роты в 57-м пехотном полку. Участник Первой мировой войны.
- С 17 марта по 21 сентября 1916 — командир взвода в школе офицеров запаса.
- С 29 сентября 1916 — младший адъютант в штабе 4-й пехотной дивизии.
- С октября 1916 — командир взвода, а затем дружины (батальона) в 16-м пехотном полку.
- С 20 ноября 1916 по 30 ноября 1917 — офицер для поручений в штабе 4-й пехотной дивизии.
- С 2 декабря 1917 по 4 апреля 1918 — командир взвода в Военном училище.
- С 5 апреля 1918 — помощник начальника оперативной секции штаба действующей армии.
- С 17 декабря 1918 — адъютант 1-й бригады 2-й пехотной дивизии.
- С 1 июня 1919 — командир дружины в 21-м пехотном полку.
- С 19 декабря 1919 — домакин (заведующий хозяйством) в 21-м пехотном полку.
- С июня по декабрь 1920 — командир картечной роты в 9-м пехотном полку.
- С 17 декабря 1920 — строевой адъютант при штабе 2-й военно-инспекционной области.
- С 15 мая 1922 — начальник 10-го пограничного участка.
- С 30 июля 1922 — домакин и помощник начальника 4-го пограничного сектора.
- С 1926 — начальник секции в штабе армии.
- С 2 сентября 1927 по 24 июля 1928 — командир 2-й дружины жандармерии и пехотной дружины.
- С июля 1928 по 11 мая 1931 — инспектор классов Военного училища,
- В 1930 был начальником штаба 6-го пехотного полка, с 1930 — член Орденского совета.
- С 20 мая 1932 по 10 сентября 1934 — флигель-адъютант в свите царя Бориса III, пользовался его доверием, что способствовало дальнейшей успешной карьере генерала Лукаша (в условиях, когда значительная часть офицерства критически относились к царю и сочувствовала тайному Военному союзу, для Бориса III было особенно важно опереться на верных офицеров).
- С сентября 1934 — начальник штаба 4-й военно-инспекционной области.
- С 19 июня 1935 — начальник пехотной школы.
- С 14 ноября 1935 по 1938 — командир 1-й пехотной дивизии.
- В сентябре 1937 был командирован в военное училище в Потсдаме, Германия.
- С 26 февраля 1938 — начальник 1-й армейской области.
- С 11 августа 1941 — начальник штаба армии.
- С 11 мая 1944 — главный инспектор армии.
- С 13 сентября 1944 (после прихода к власти в результате переворота 9 сентября 1944 просоветских сил) — в запасе.

## Звания
- С 22 сентября 1909 — подпоручик.
- С 22 сентября 1912 — поручик.
- С 1 октября 1915 — капитан.
- С 1 апреля 1919 — майор.
- С 6 мая 1923 — подполковник.
- С 15 мая 1930 — полковник.
- С 3 октября 1938 — генерал-майор.
- С 1 января 1940 — генерал-лейтенант.

## Награды
- орден «За храбрость» 4-й степени 2-го класса.
- орден святого Александра с мечами 3-й и 4-й степеней.
- орден «За военные заслуги» 2-й, 3-й, 4-й и 5-й степеней с короной и военными отличиями.

## Заключение и гибель
21 сентября 1944 был арестован, 2 января 1945 был отправлен для допросов в СССР. По возвращении в Болгарию приговорён к смерти так называемым «Народным судом» и расстрелян. Реабилитирован в 1996.

## В болгарском кино
- Константин Лукаш — герой военно-исторического сериала «Один среди волков[болг.]», посвященного деятельности работавшей на СССР во время Второй мировой войны разведгруппы, возглавляемой Александром Пеевым.

Сериал демонстрировался на Центральном телевидении СССР в сентябре 1981 года и в августе 1984 года.
Исполнитель роли Константина Лукаша — Коста Цонев.